# Metropolia Bhopal
Metropolia Bhopal – jedna z 24 metropolii kościoła rzymskokatolickiego w Indiach. Została erygowana 13 września 1963.

## Diecezje
- Archidiecezja Bhopal
  - Diecezja Gwalior
  - Diecezja Indore
  - Diecezja Jabalpur
  - Diecezja Jhabua
  - Diecezja Khandwa
  - Eparchia Sagar (syromalabarska)
  - Eparchia Satna (syromalabarska)
  - Eparchia Ujjain (syromalabarska)

## Metropolici
- Eugene D’Souza (1963-1994)
- Paschal Topno (1994-2007)
- Leo Cornelio (2007-2021)
- Arockia Sebastian Durairaj (od 2021)